# Oddworld: Abe's Oddysee
Oddworld: Abe's Oddysee (Frans: Oddworld - L'Odyssée d'Abe) is een platformspel ontwikkeld door Oddworld Inhabitants en uitgegeven door GT Interactive. Het spel werd uitgebracht in 1997 voor DOS, Microsoft Windows en PlayStation. Later volgde ook andere platforms. Het spel gaat over voedselfabrikanten die een nieuw type vlees hebben ontwikkeld dat iedereen lekker vindt. De hoofdpersoon komt echter tot de ontdekking dat het eigen ras wordt gebruikt voor dit vlees. Hij maakt zijn ontdekking openbaar om zoveel mogelijk soortgenoten te redden.
Het spel is uitgegeven in de talen Duits, Engels, Frans, Italiaans, Spaans en Japans. Voor de Gameboy kwam het spel uit onder de titel Oddworld: Adventures. Het spel kan worden gespeeld met het toetsenbord of een gamecontroller.

## Platforms
| jaar | platform                  |
| ---- | ------------------------- |
| 1997 | DOS, PlayStation, Windows |
| 1998 | GameBoy                   |
| 2009 | PlayStation 3, PSP        |
| 2012 | Android, PS Vita          |

## Ontvangst
Het spel werd overwegend positief ontvangen:
| Beoordeeld door                      | Platform    | Jaar | Score |
| ------------------------------------ | ----------- | ---- | ----- |
| The DOS Spirit                       | DOS         | 2010 | 100%  |
| VicioJuegos.com                      | PlayStation | 2009 | 95%   |
| Electric Playground                  | Windows     | 1998 | 95%   |
| Gamezilla                            | DOS         | 1997 | 92%   |
| PC Jeux                              | DOS         | 1997 | 90%   |
| NowGamer                             | PlayStation | 1997 | 90%   |
| Joystick (Frans)                     | PlayStation | 1997 | 85%   |
| Officiel Nintendo Magazine           | Game Boy    | 1999 | 84%   |
| Pocket Magazine / Pockett Videogames | Game Boy    | 1999 | 80%   |
| Computer Games Magazine              | Windows     | 1997 | 80%   |
| CyberJoy                             | Windows     | 1998 | 80%   |
| Total! (Duitsland)                   | Game Boy    | 1999 | 80%   |
| IGN                                  | PlayStation | 1997 | 75%   |
| Computer Gaming World (CGW)          | Windows     | 1998 | 70%   |
| The Video Game Critic                | PlayStation | 2008 | 67%   |
| All Game Guide                       | Game Boy    | 1998 | 60%   |